# Schloss Kronburg
Das Schloss Kronburg befindet sich in der oberschwäbischen Gemeinde Kronburg im Landkreis Unterallgäu in Bayern. Das Schloss in Kronburg steht unter Denkmalschutz.

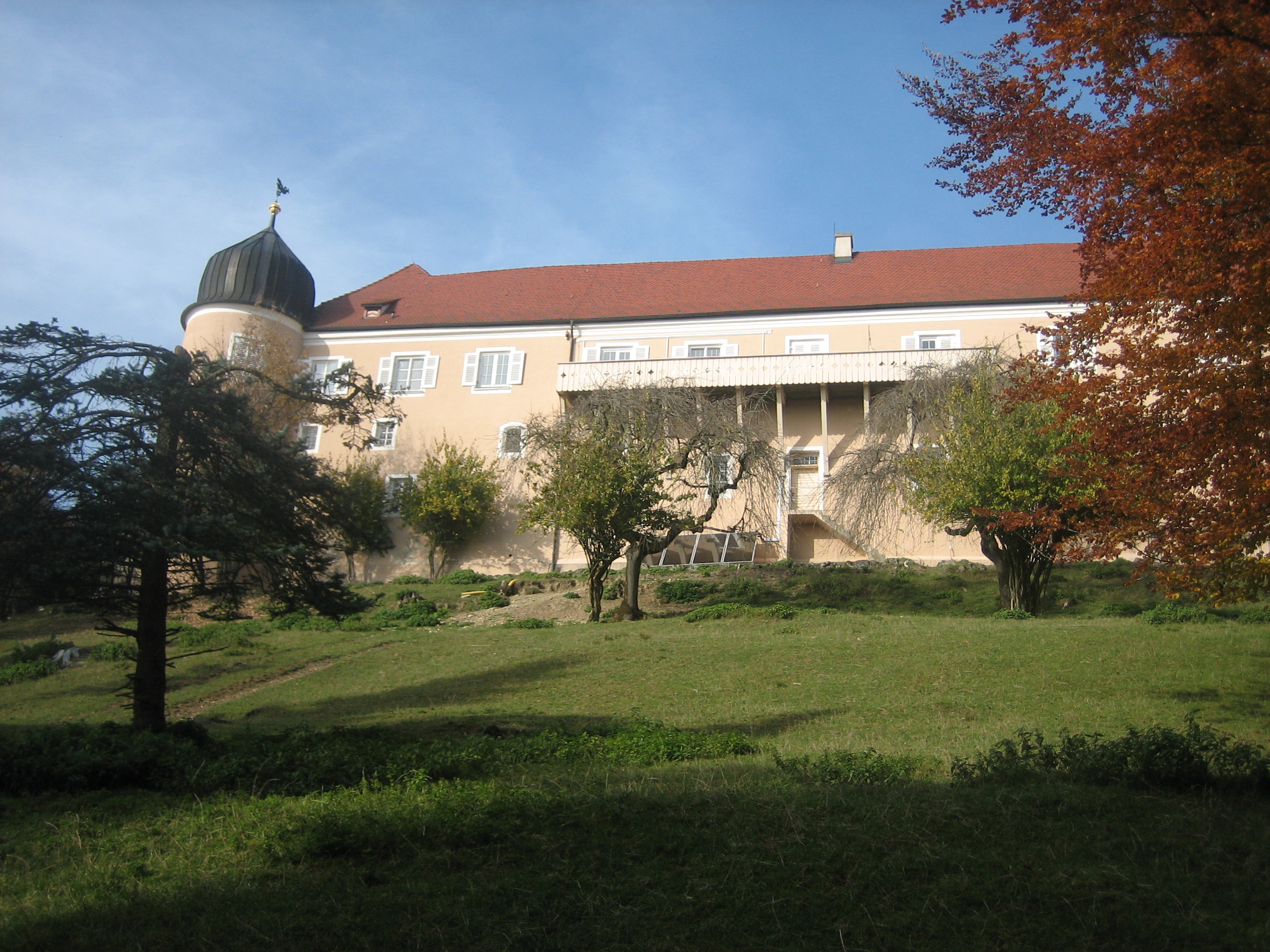
Schloss Kronburg, Ansicht von Süden

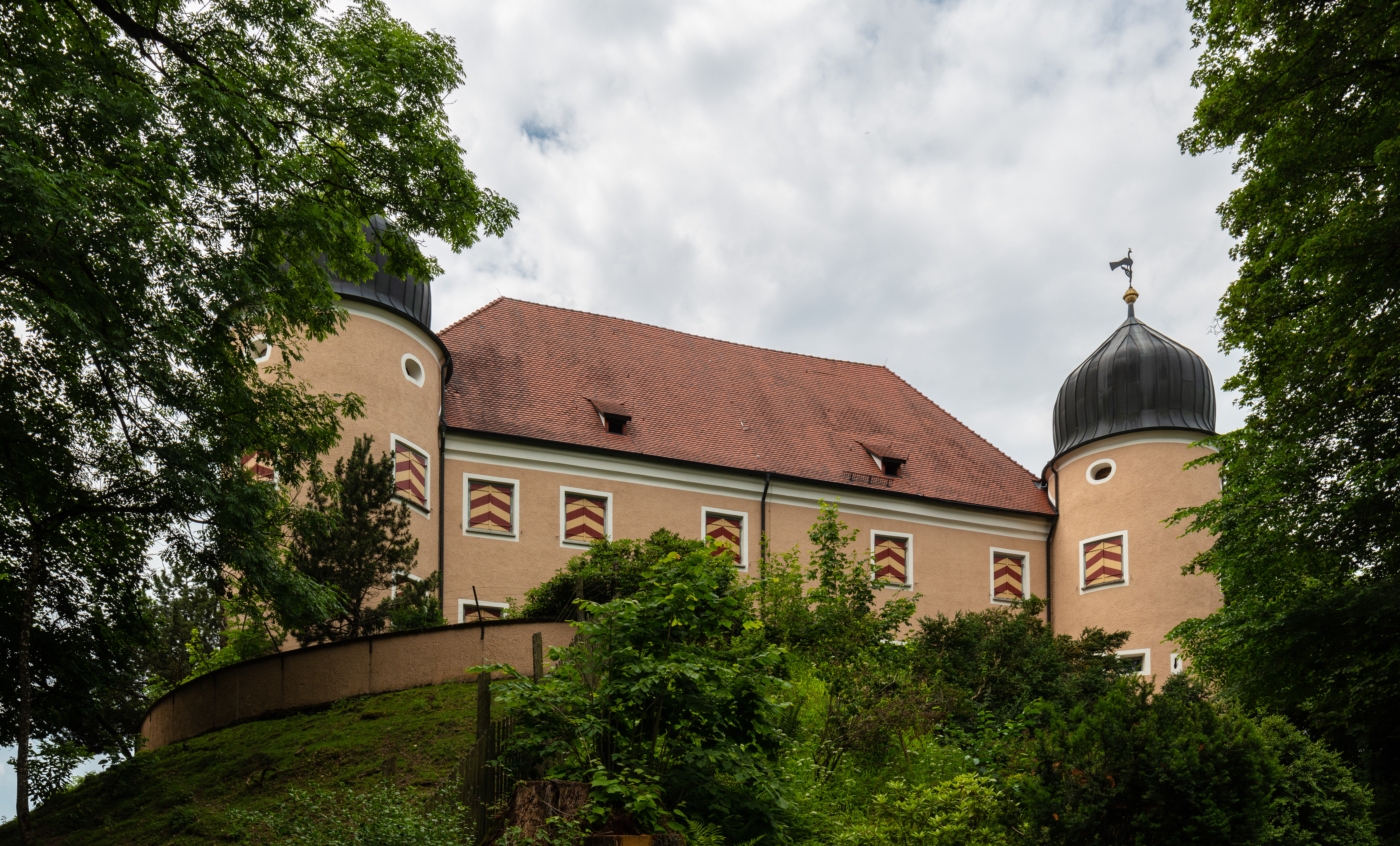
Ostseite

Blick von innen

## Geografische Lage
Das Schloss Kronburg befindet sich weithin sichtbar oberhalb des Ortes Kronburg auf einer Höhe von 743,6 m ü. NN.
Die Herrschaft Kronburg umfasste lange Zeit die Orte Kronburg, Illerbeuren, Ober- und Unterbinnwang sowie die Weiler Greuth, Wagsberg und Hurren und die Einöden Hängenmühle, Heißenschwende und Oßlang.

## Geschichte

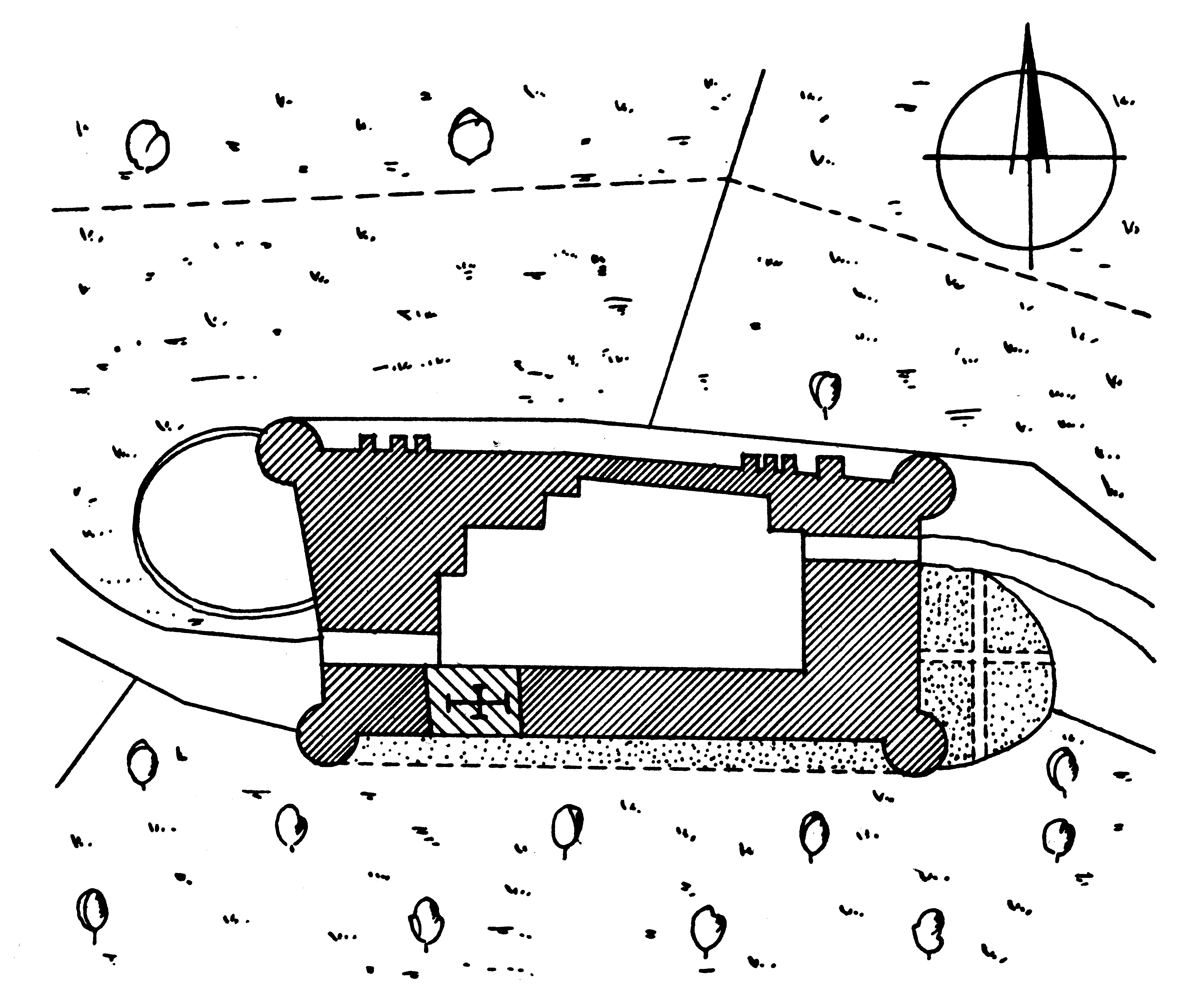
Lageplan des Schlosses in Kronburg

Die Burg wurde ursprünglich durch ein Staufisches Dienstmannengeschlecht in den Jahren nach 1200 erbaut. Namentlich wurde erstmals am 6. Mai 1227 ein Rudolf von Cronburg in einer Urkunde König Heinrichs VII. genannt. Es ist davon auszugehen, dass um die Zeit Rudolf von Cronburgs die Kronburg entstanden ist. Der Besitz der Kronburg ging danach von Rudolf auf seinen Sohn Berthold über, welcher mit Adelheid verw. von Fronhofen verheiratet war. Im weiteren Verlauf wird 1283 und 1288 ein Mangold de Cronburch erwähnt. Danach dessen Sohn Hartmann († vor 1356). Als letzte derer von Kronburg wird Margaret von Kronburg 1396 genannt. Zu diesem Zeitpunkt bewohnten die von Kronburg bereits nicht mehr ihre Burg. So lebte Margaret von Kronburg schon 1394 in einem eigenen Haus in Memmingen. Der Weggang derer von Kronburg erfolgte kurz nach dem Jahre 1300, diese konnten sich nach dem Ende der Staufer im Jahr 1268 nicht mehr halten. Die Kronburg selbst ging um 1273 in Habsburgischem Besitz und wurde seitdem als Pfandlehen vergeben.
Im Laufe der nächsten Jahrhunderte hatte die Burg wechselnde Besitzer. Als habsburgisches Pfandlehen wurde die Kronburg 1335 an die Herren von Ratzenried vergeben. Bereits eine Generation später fiel die Kronburg, als Heimsteuer durch Margarete von Ratzenried, an die Herren von Uttenried. Im Jahre 1370 nahm die Kronburg einigen Schaden, als unter anderem Brun von Uttenried in Fehde, mit einigen dem Schwäbischen Bund angehörigen Städten, geriet. Die Herren von Uttenried hatten die Herrschaft über die Kronburg nahezu 100 Jahre inne. Am 2. April 1460 wurde die Kronburg mitsamt ihren zugehörigen Besitzungen an Hans von Werdenstein verkauft. Hans von Werdenstein fiel bereits 8 Jahre später 1468 im Waldshuterkrieg. Seine Witwe Barbara von Landau ehelichte daraufhin um 1475 Georg von Rechberg. Am 2. Juli 1478 erfolgte eine Vermögenseinigung mit den Erben derer von Werdenstein, womit die Herren von Rechberg endgültig in den Besitz der Kronburg als Pfandlehen gelangten. 1515 erhielt die Herrschaft den Blutbann. Als Besitzer der reichsritterschaftlichen Herrschaft Kronburg gehörten die Rechbergs dem ab 1563 bestehenden Ritterkanton Donau an.
Die Kronburg war zum Zeitpunkt, als Georg von Rechberg das Lehen innehatte, in sehr schlechtem Zustand. Bereits 1466 beschrieb Hans von Werdenstein die Feste Kronburg als ruinös und nicht mehr bewohnbar. Georg von Rechberg versuchte bis zu seinem Tod (vor dem 9. Januar 1506) den Besitz in der Herrschaft Kronburg zu erhalten und weiter auszubauen. Seine beiden Söhne, Georg II. und Gaudenz von Rechberg, erhielten 1506 beide gemeinsam das väterliche Erbe als Lehen König Maximilians I. Bereits 1509 wurde das Erbe jedoch geteilt, so dass Gaudenz von Rechberg († 26. September 1540) die Kronburg erhielt. Ab diesem Zeitpunkt widmete sich Gaudenz nun dem Ausbau der Kronburg zum Burgschloss. Die notwendigen Mittel erlangte er durch Verkauf von entlegenen Besitzungen, welche unmöglich mit den Besitzungen um die Kronburg verschmolzen werden konnten. Durch diese Verkäufe wurde der Schlossbau finanziert und bis 1536 vollendet. Der letzte männliche Nachfahre der Herren von Rechberg auf dem Schloss Kronburg, Ernst von Rechberg, starb am 17. September 1604. Ernst von Rechberg hinterließ keine ehelichen Leibeserben, was zu längeren Erbstreitigkeiten führte. Am 9. August 1616 wurde das Schloss Kronburg im Auftrag Erzherzog Maximilians gewaltsam eingenommen. Damit endete die tatsächliche Herrschaft der Herren von Rechberg auf dem Schloss Kronburg. In den Jahren von 1616 bis 1618 hatte Markgraf Karl von Burgau († 30. Oktober 1618) die Herrschaft über das Schloss Kronburg.

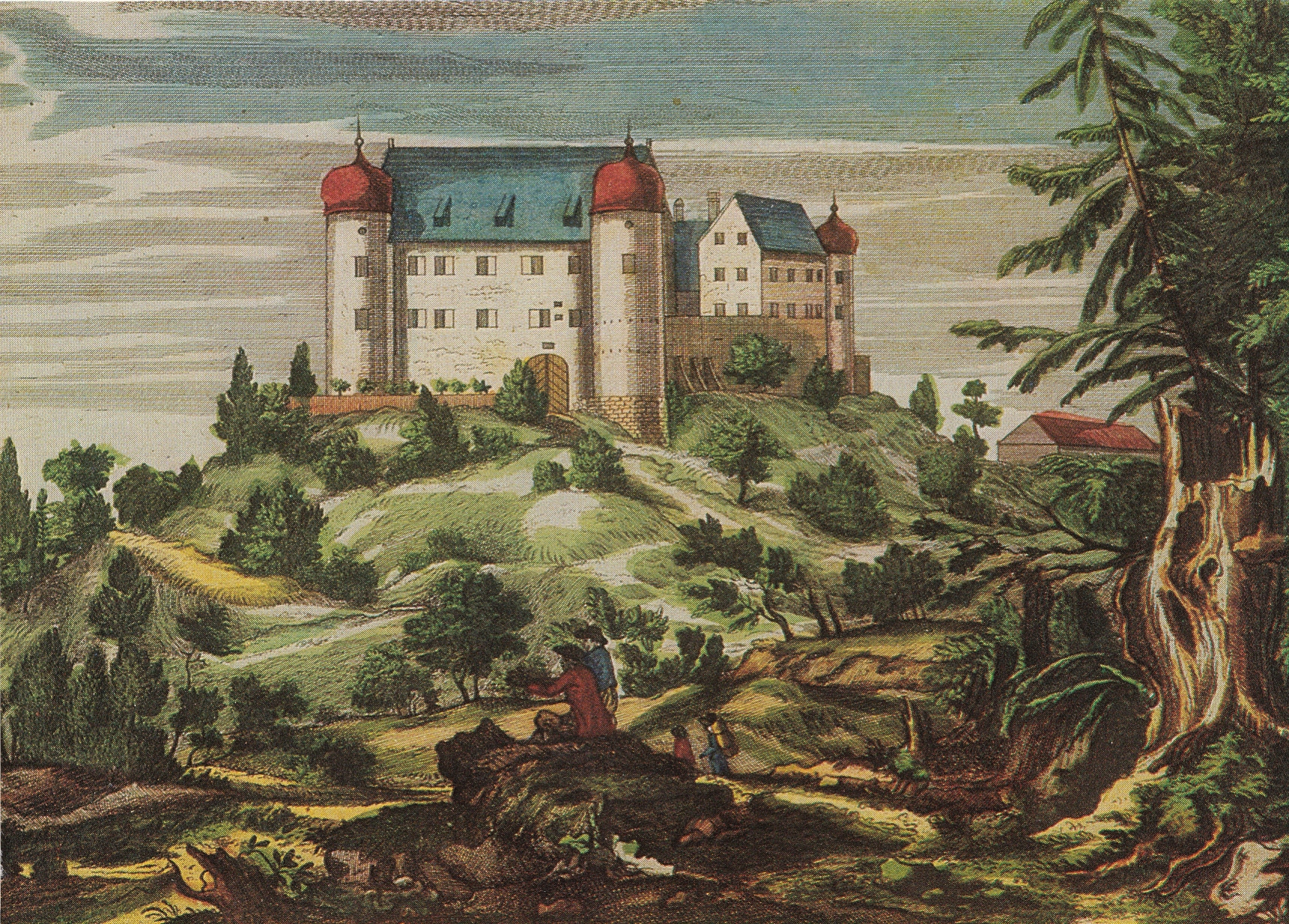
Schloss Kronburg um ca. 1730

Johann Eustachius von Westernach erhielt am 16. Dezember 1619, zusammen mit seinem Neffen Wolf Christoph, die Belehnung der Herrschaft und des Schlosses Kronburg. Nachdem Johann Eustach von Westernach am 25. Oktober 1627 starb, erbte sein Neffe Wolf Christoph das Schloss Kronburg. 1632 beschädigten und plünderten schwedische Truppen die Kronburg. 1646, nach dem Tod Wolf Christoph, erhielt sein Sohn Johann Rudolf von Westernach den Besitz Kronburg. Erste Instandhaltungsmaßnahmen wurden 1693 bzw. 1694 durchgeführt. Johann Carl Freiherr von Westernach hatte nach dem Tod Johann Rudolf von Westernach im Jahr 1690 das Lehen Kronburg erhalten. Im spanischen Erbfolgekrieg 1703 wurde das Burgschloss stark befestigt. Die vier Rundtürme wurden 1704 von französischen Truppen bis auf die halbe Höhe abgebrochen. Nach einer Intervention des Augsburger Bischofs Eustachius Egolph Freiherr von Westernach gegen den Abbruch der Rundtürme, wurden diese wiederaufgebaut und verstärkt. Zu dieser Zeit wurden die Türme auch mit den bis heute sichtbaren Zwiebelhauben und Wetterfahnen versehen. Als Baumeister und Stuckateure waren Mang und Simpert Kramer, Vater und Sohn, tätig. Der Kemptener Hofmaler Franz Joseph Hörmann schuf die Wappenmalereien. Die Türschlösser und Beschläge sind Augsburger Arbeiten. Der Besitz der Kronburg verblieb weiterhin bei den von Westernach. Im Jahr 1799 wurde Johann Ignaz Freiherr von Westernach vorzeitig durch Kaiser Franz II. für volljährig erklärt. Unter Johann Ignaz Freiherr von Westernach wurde 1806 die Kronburg durch Bayern in Besitz genommen. Das von 1808 bis 1848 bestehende Patrimonialgericht I. Klasse der Freiherren von Westernach umfasste, wie schon zuvor die Herrschaft Kronburg, die Orte Kronburg, Illerbeuren, Ober- und Unterbinnwang sowie die Weiler Greuth, Wagsberg und Hurren und die Einöden Hängenmühle, Heißenschwände und Oßlang.
Im Jahr 1841 starb die männliche Linie derer von Westernach aus. Seit 1852 besteht die Linie Vequel-Westernach jedoch durch Heirat fort. Seit dem Jahr 1986 ist die Kronburg im Rahmen von Führungen zu besichtigen. Des Weiteren finden regelmäßig Konzerte, Bankette und Märkte auf der Kronburg statt. Die letzte umfassende Renovierung fand in den Jahren 1993 bis 1998 statt. Aktuell ist das Schloss in Besitz von Theodor Freiherr von Vequel-Westernach und wird zusammen mit seiner Ehefrau Ulrike Freifrau von Vequel-Westernach und den Kindern Carolin Freiin und Maximilian Freiherr von Vequel-Westernach bewirtschaftet.

## Baubeschreibung

### Nordflügel
In der Nordwestecke finden sich noch Reste des ehemaligen Bergfriedes aus Tuffstein. Der Nordflügel besteht aus einem, von außen viergeschossigen, innen dreigeschossigen Satteldachbau. Zwei aus Tuffsteinblöcken bestehende Rundpfeiler befinden sich im Erdgeschoss, sowie ein kreuzgratgewölbter Raum. Im 2. Obergeschoss befindet sich eine Holzdecke um das Jahr 1478.

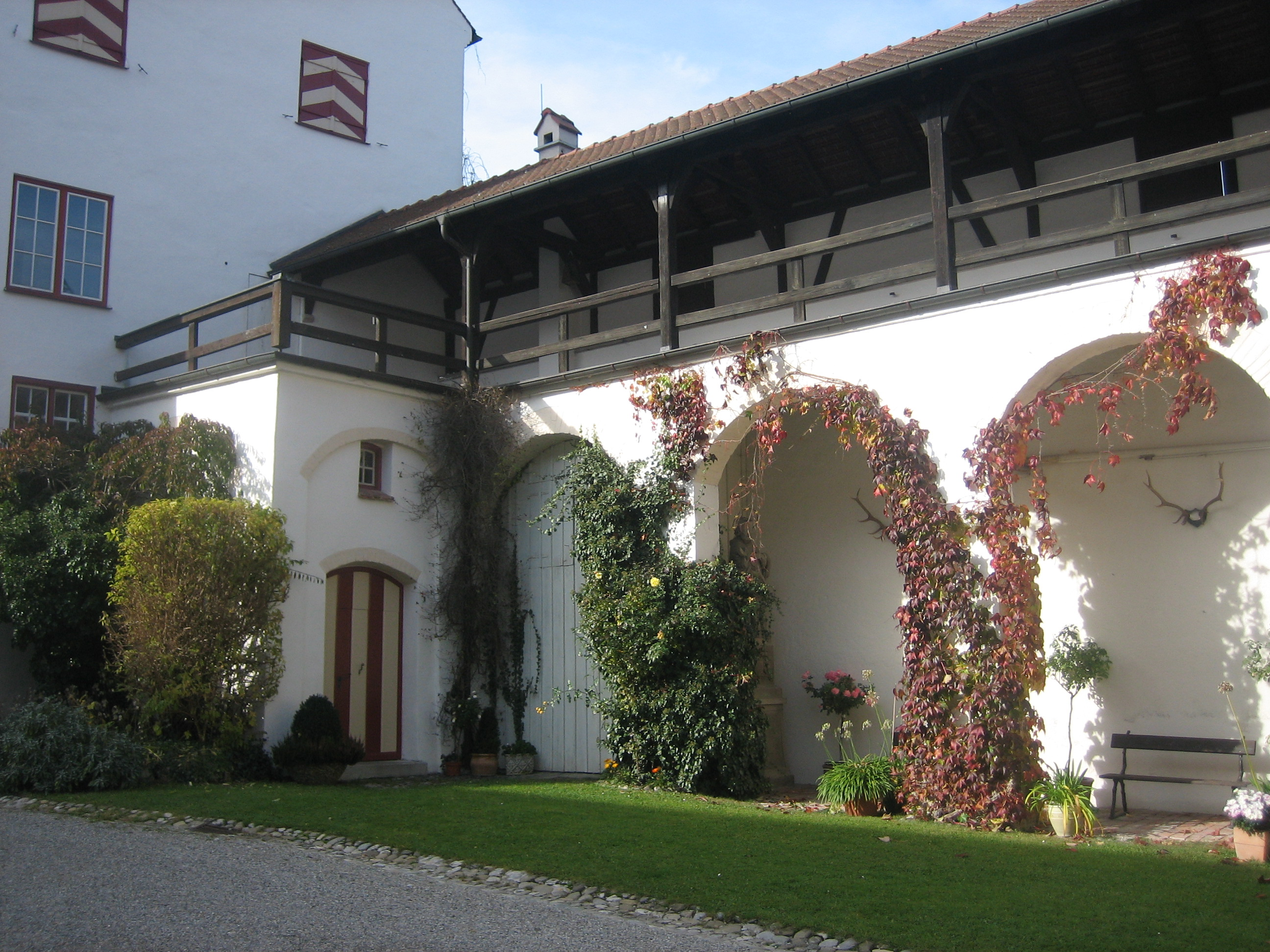
Nordwestteil des Nordflügels
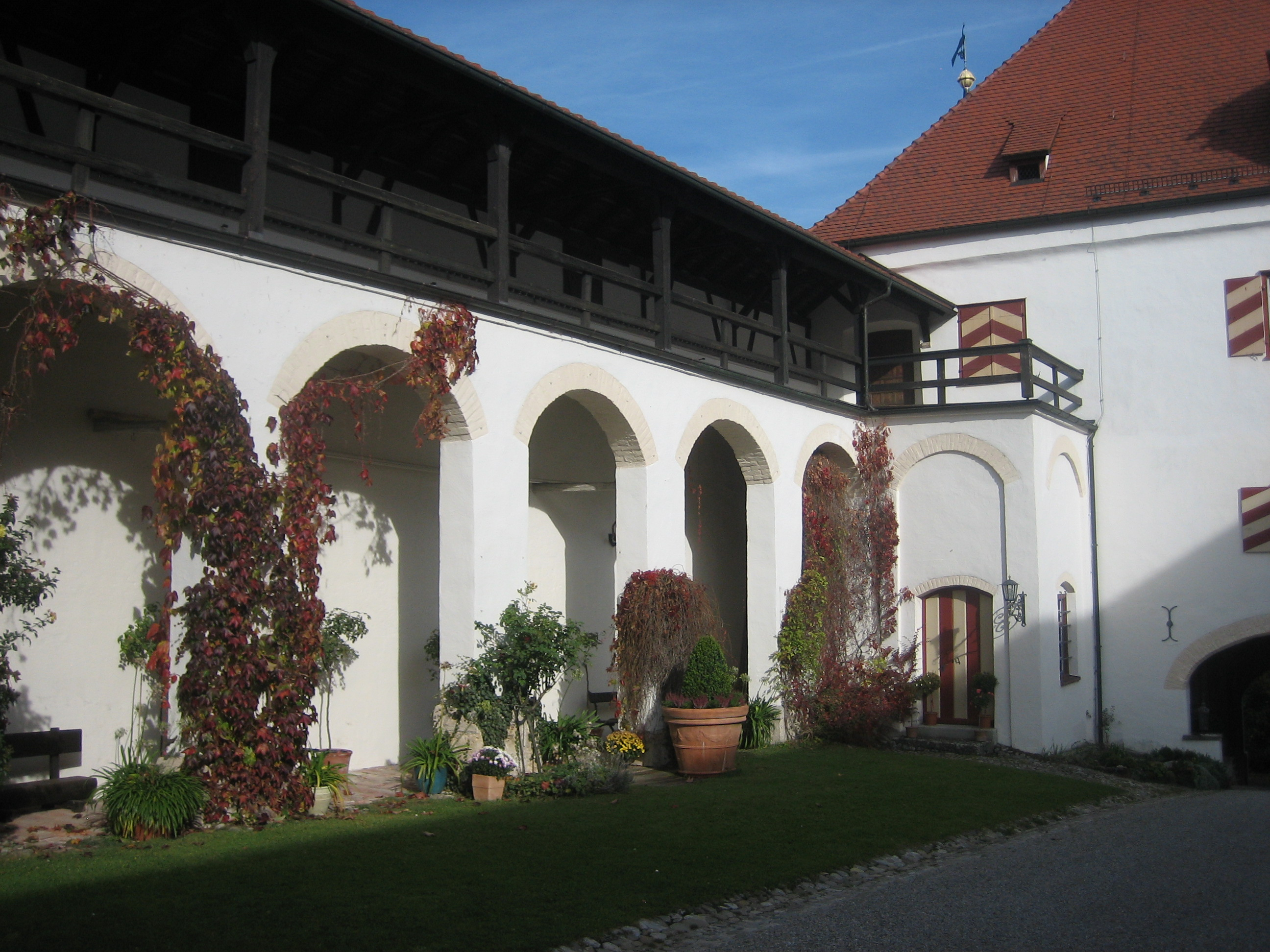
Innenhof und Nordflügel

### Ostflügel
Der Ostflügel ist von außen drei- von der Innenseite zweigeschossig und mit einem Walmdach gedeckt. Der Zugang zum Innenhof des Schlosses erfolgt durch eine Tordurchfahrt im Ostflügel. Das Wappen über der Tordurchfahrt stammt aus dem 16. Jahrhundert, die beiden rechts und links abgebildeten Ritter sind moderne Ergänzungen. Im Obergeschoss befinden sich Leinwandtapeten aus dem 18. Jahrhundert, sowie im Turmzimmer an einem Spiegel das Wappen des Augsburger Weihbischofs Eustach Egolf von Westernach von 1704.

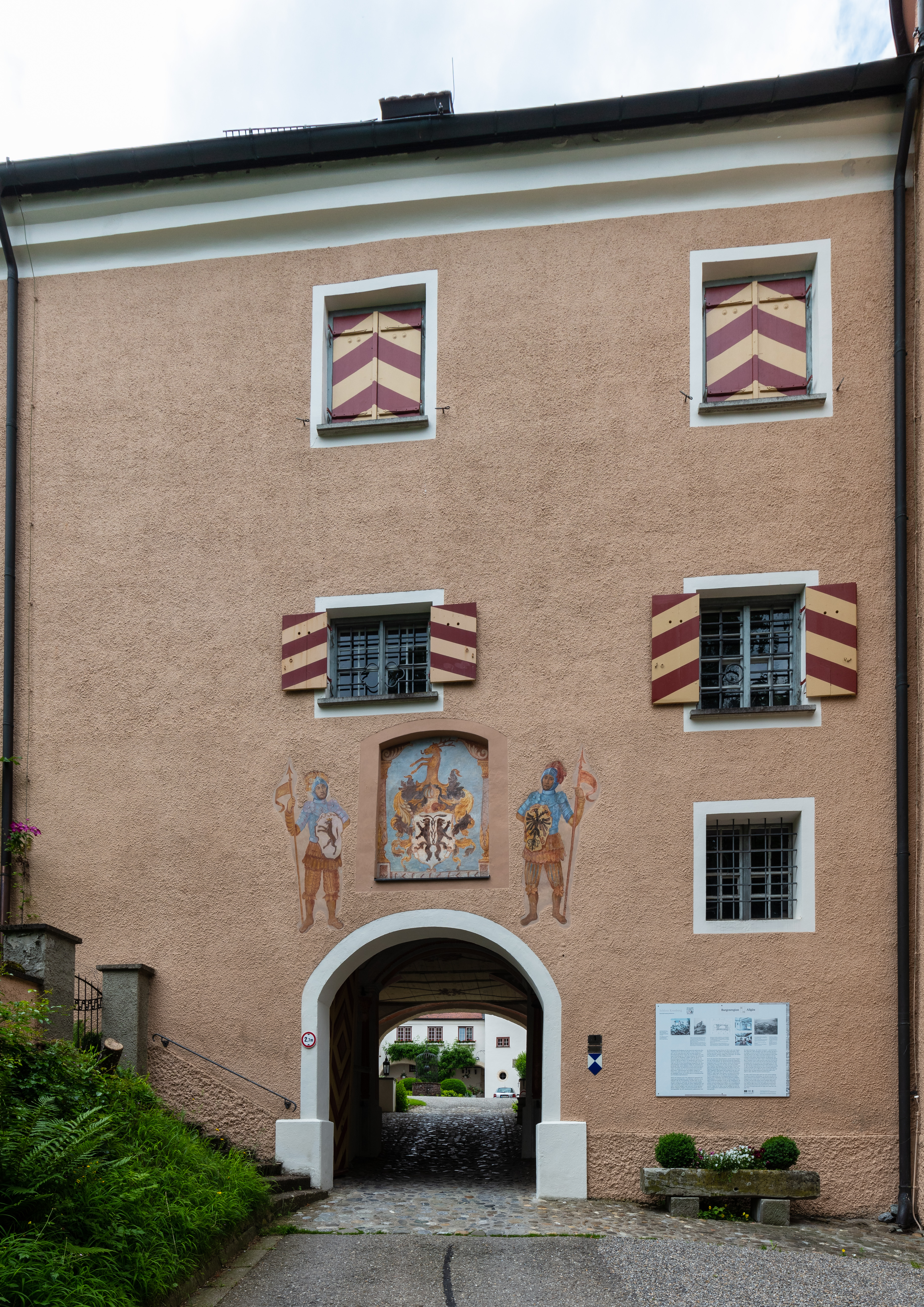
Eingang
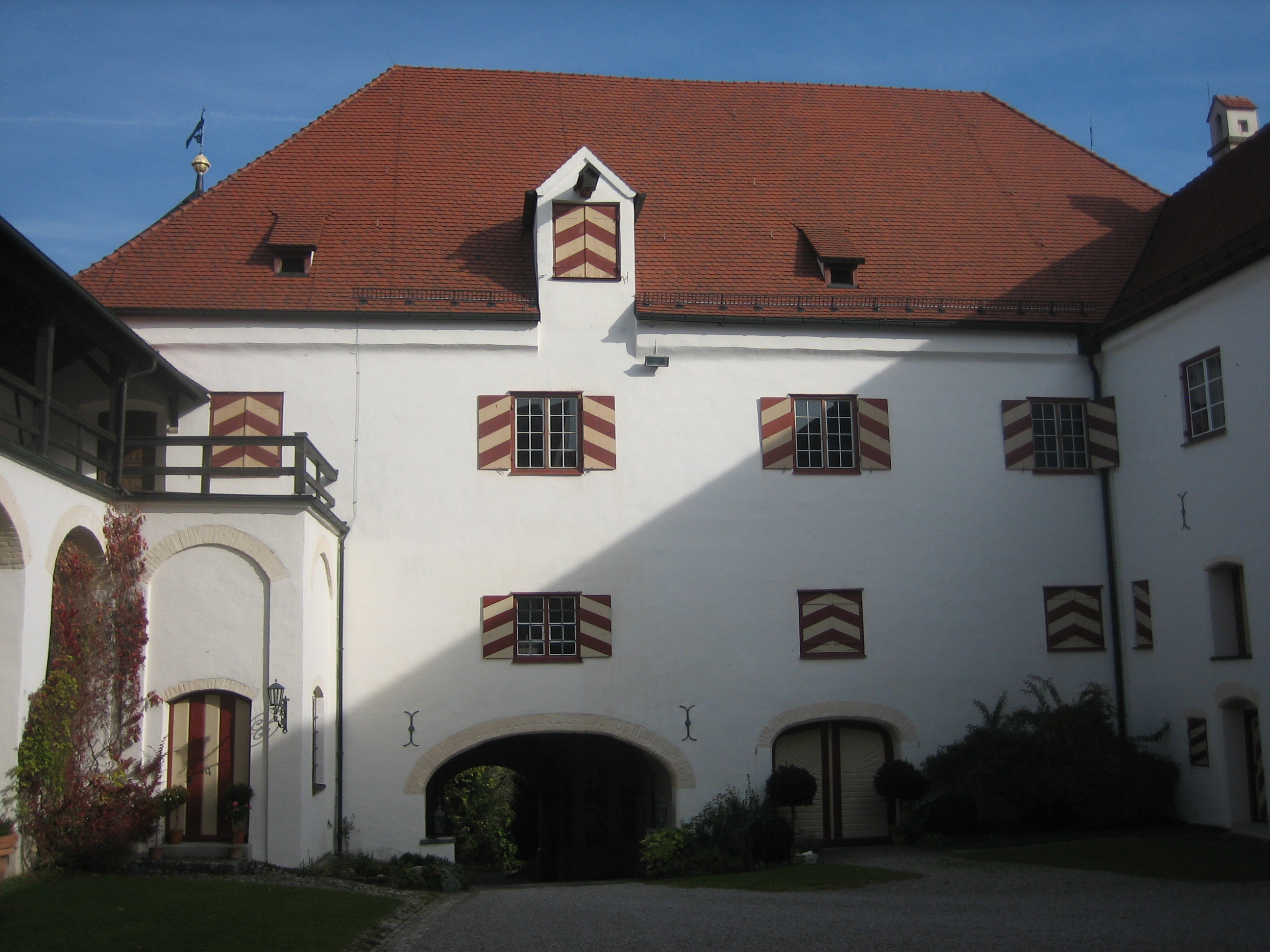
Ostflügel vom Innenhof gesehen
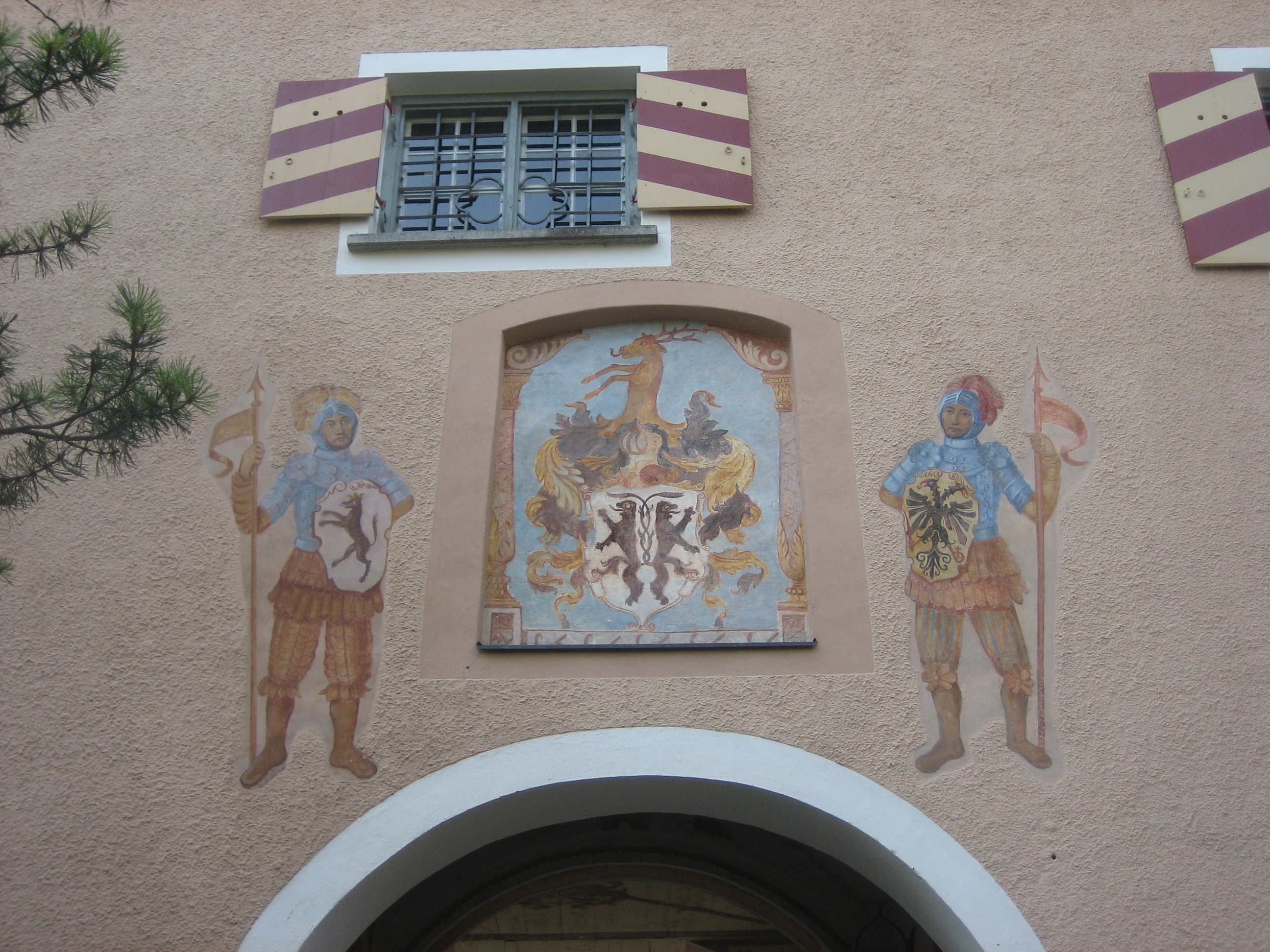
Wappendarstellung oberhalb der Tordurchfahrt im Ostflügel

### Südflügel
Im Untergeschoss des Südflügels befindet sich die Schlosskapelle. Der Südflügel ist an der Außenseite drei- sowie an der Innenseite zweigeschossig. Der Südflügel ist mit einem Satteldach gedeckt. Im Südflügel ist eine zweischiffige Halle mit Kreuzgratgewölbe untergebracht. Im Obergeschoss des Südtraktes befindet sich ein, durch Zwischenwände, geteilter großer Saal mit Holzdecke und Arabeskenmalerei aus dem 16. Jahrhundert.

### Westflügel
Im Westflügel befindet sich eine rundbogige Toreinfahrt. Auf der Außenseite über der Toreinfahrt ist eine Sandsteintafel mit einem Doppelwappen derer von Westernach von 1690 angebracht. Eine zweischiffige Halle mit Kreuzgratgewölbe befindet sich im Erdgeschoss, darüber im Zwischengeschoss, das Gefängnis mit Tonnengewölbe. Eine Holzdecke aus dem 16. Jahrhundert befindet sich im Obergeschoss.

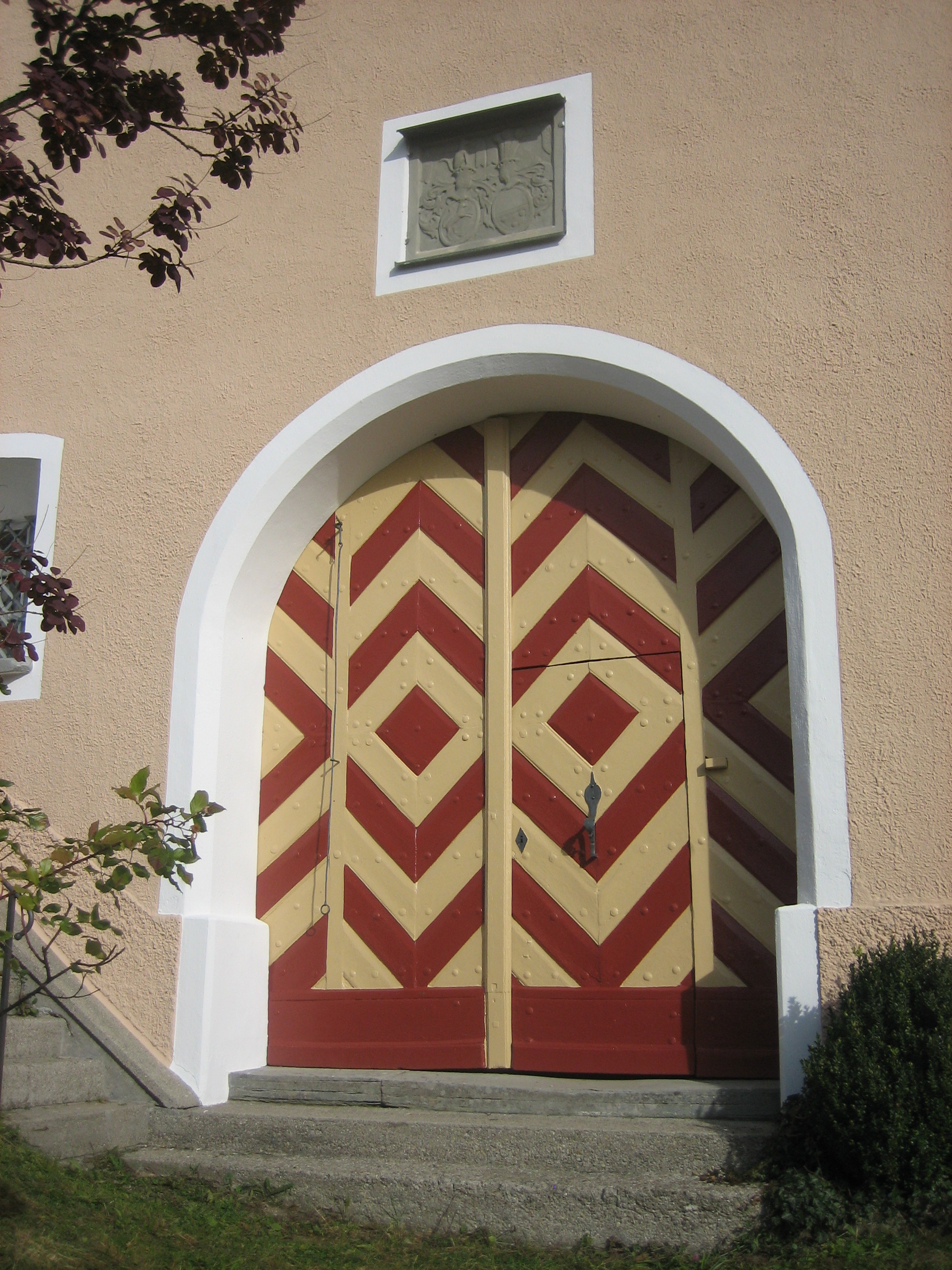
Tordurchfahrt im Westflügel
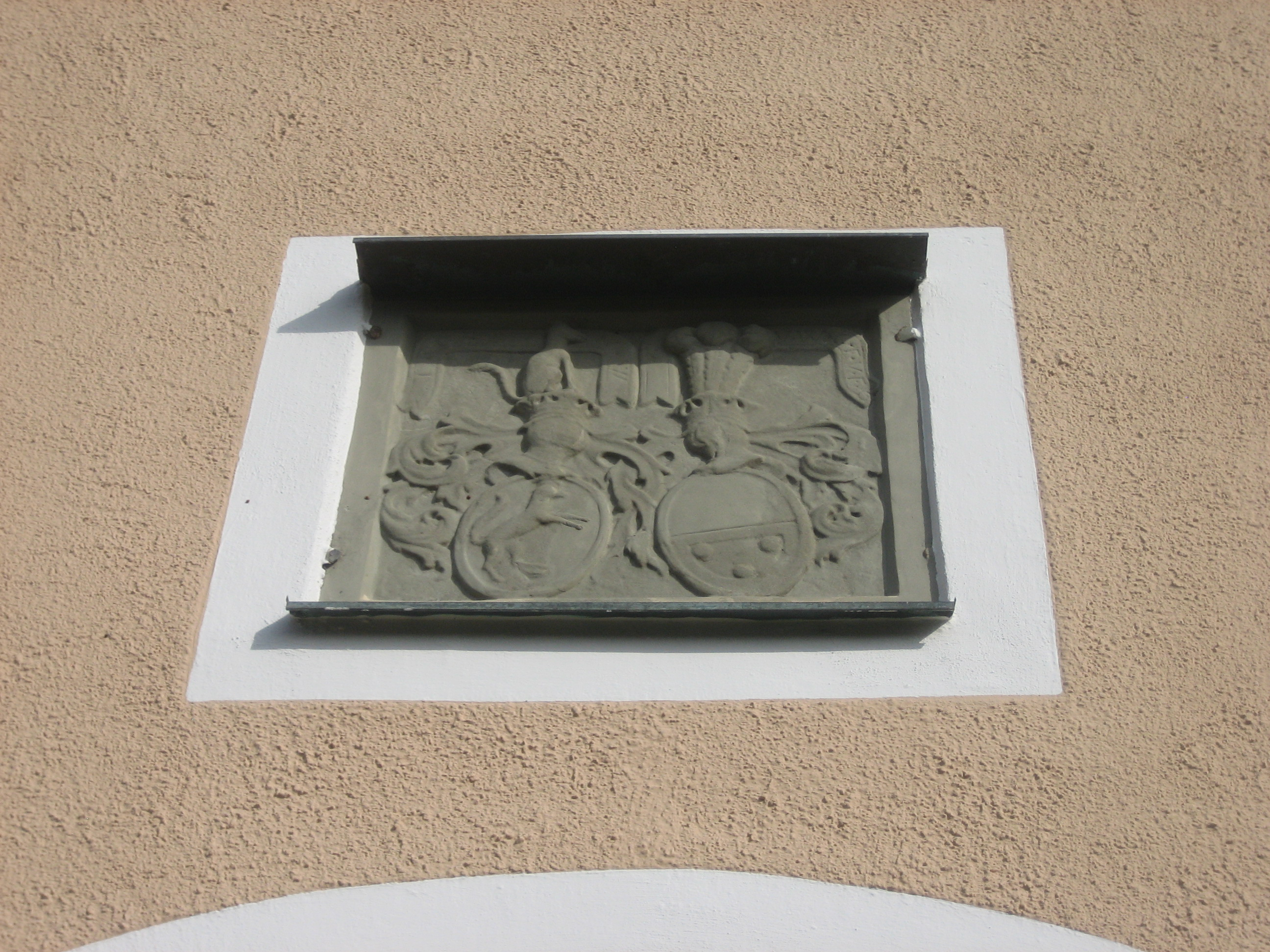
Doppelwappen von 1690 über der Tordurchfahrt